# Командирство

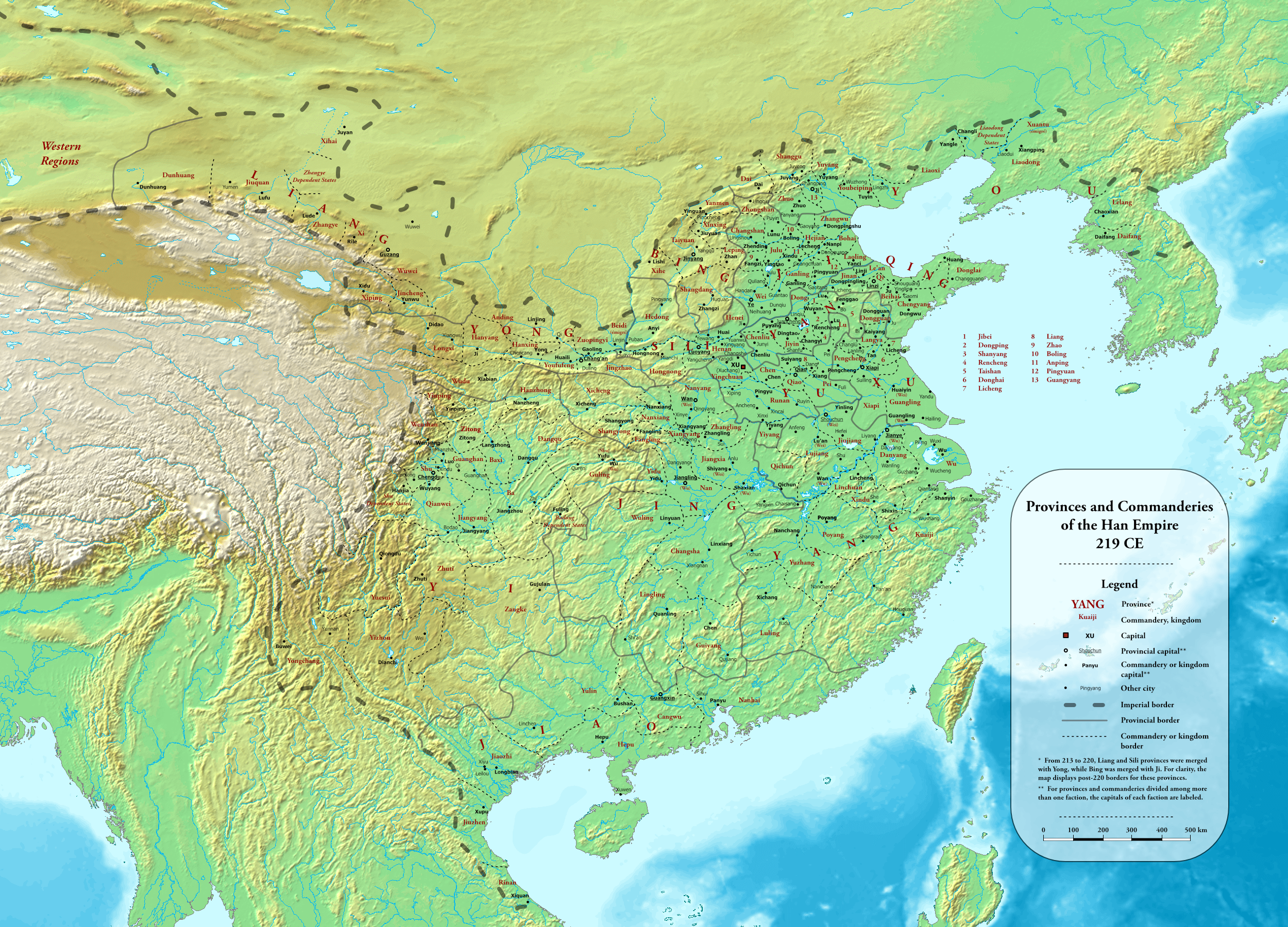
Командирства періоду Хань

Командирство (кит.: 郡; піньїнь: jùn, цзюнь) — адміністративна одиниця в стародавньому Китаї.
В часи династії Чжоу (1046—256 до н. е.) була нижньою одиницею префектури (縣/县) і дорівнювала повіту.
За правління Цінь Ши Хуан-ді (221 — 210 до н. е.) підвищена над префектурою.
В часи династії Хань (202 до Р.Х. — 220) стала основною адміністративною одиницею регіональної адміністрації центрального уряду. Поділялася на декілька префектур. Встановлювалася на теренах підкорених Китаєм ванств і країн.
В часи династій Суй (581—618) і Тан (618—907) замінені провінціями і префектурами.